# Christopher Katongo
Christopher ("Chris") Katongo (Mufulira, 31 augustus 1982) is een Zambiaans voormalig voetballer die als aanvaller speelde.

## Clubcarrière
Katongo speelde voor verschillende clubs in Zambia voor hij in 2004 in Zuid-Afrika kwam. Nadat hij in Europa in Denemarken, Duitsland en Griekenland gespeeld had, tekende hij in 2011 een contract bij Henan Construction in China. In 2014 speelde hij vier maanden in Zuid-Afrika voor Golden Arrows en vervolgens voor Bidvest Wits. Katongo sloot in 2017 af bij Green Buffaloes.

## Interlandcarrière
Sinds 2003 speelt Katongo voor het Zambiaans voetbalelftal, waarmee hij de African Cup of Nations 2012 won. Op dat toernooi was hij aanvoerder en werd hij gedeeld topscorer. Ook werd hij uitgeroepen tot speler van het toernooi. Katongo maakte zijn debuut voor de nationale ploeg op 7 juni 2003 in Lusaka, toen Zambia op eigen veld met 2-0 won van Tanzania in een kwalificatieduel voor de strijd om de African Cup of Nations 2004.

## Erelijst
Jomo Cosmos
- Topscorer Premier Soccer League

2006/07 (15 goals)